# Samsung Galaxy Z Flip 4
Samsung Galaxy Z Flip 4 (viết cách điệu là Samsung Galaxy Z Flip4) là một điện thoại thông minh có khả năng gập màn hình lại, chạy trên nền tảng hệ điều hành Android, thuộc dòng Samsung Galaxy Z series, được thiết kế, sản xuất và bán ra bởi Samsung Electronics. Thiết bị được cho ra mắt ngày 10 tháng 8 năm 2022 tại sự kiện Galaxy Unpacked cùng với Samsung Galaxy Z Fold 4, Samsung Galaxy Watch5 & Galaxy Watch 5 Pro và Galaxy Buds2 Pro. Thiết bị được bán ra với giá khởi điểm từ 999$ vào ngày 26 tháng 8 trên toàn cầu cùng với cả bộ đôi Galaxy Watch5 & Galaxy Watch5 Pro và Galaxy Z Fold4 (tại một số thị trường).

## Thiết kế
Z Flip 4 sử dụng thiết kế tương tự như Samsung Galaxy Z Flip 3 nhưng với một số thay đổi, nâng cấp nhỏ giúp máy hoàn thiện hơn như: thiết kế mặt lưng làm nhám chống bám vân tay trên cả 4 phiên bản màu sắc, khung nhôm Armor Aluminum được làm bóng,... Như những người tiền nhiệm thuộc dòng Galaxy Z Flip, máy vẫn có màn hình 6,7 inch được bảo vệ bằng kính siêu mỏng do Samsung sản xuất, có thể gập lại một nửa, thu gọn kích thước máy thành khoảng cỡ 4,2 inch. Khi được gập lại, logo Samsung sẽ xuất hiện ở giữa bản lề, mà cũng đã được thiết kế lại giúp mỏng hơn nhưng vẫn giữ được độ bền cần thiết.
Samsung Galaxy Z Flip 4 có bốn màu: màu xám than chì, vàng hồng, tím Bora và xanh dương.
| Màu sắc | Tên gốc     | Tên tiếng Việt |
| ------- | ----------- | -------------- |
|         | Graphite    | Xám Graphite   |
|         | Pink Gold   | Hồng Champagne |
|         | Bora Purple | Tím Bora       |
|         | Blue        | Xanh Lovebird  |